# تازه‌کند جمال‌خان
تازه کندجمال خان، روستایی است از توابع بخش مرکزی شهرستان ارومیه استان آذربایجان غربی ایران.

## جمعیت
این روستا در دهستان باراندوزچای جنوبی قرار داشته و براساس سرشماری مرکز آمار ایران در سال ۱۳۹۵، جمعیت این روستا برابر با ۲۸ نفر (۹ خانوار) بوده‌است. 